# Powerwolf
Powerwolf je njemački power metal sastav iz Saarbrückena.

## Povijest
Sastav su 2003. osnovali bivši članovi stoner rock sastava Red Aim, a prvu postavu činili su pjevač Karsten "Atilla Dorn" Brill, gitaristi Benjamjn "Matthew Greywolf" Buss i David "Charles Greywolf" Vogt, bubnjar Stéfane Funèbre i klavijaturist Christian "Falk Maria Schlegel" Jost. Nakon potpisivanja ugovora s izdavačkom kućom Metal Blade 2005. objavljuje prvi studijski album Return in Bloodred. Do sada su snimili ukupno sedam studijskih albuma, a najnoviji, The Sacrament of Sin, objavljen je u srpnju 2018. godine.

## Diskografija

### Studijski albumi
- Return in Bloodred (2005.)
- Lupus Dei (2007.)
- Bible of the Beast (2009.)
- Blood of the Saints (2011.)
- Preachers of the Night (2013.)
- Blessed & Possessed (2015.)
- The Sacrament of Sin (2018.)
- Call of the Wild (2021.)
- Interludium (2023.)
- Wake Up the Wicked (2024.)

## Vanjske poveznice
- Službena stranica